# Fusarium subglutinans
Fusarium subglutinans är en svampart som först beskrevs av Wollenw. & Reinking, och fick sitt nu gällande namn av P.E. Nelson, Toussoun & Marasas 1983. Fusarium subglutinans ingår i släktet Fusarium och familjen Nectriaceae.   Inga underarter finns listade i Catalogue of Life.